# Barbaste
Barbaste is een gemeente in het Franse departement Lot-et-Garonne (regio Nouvelle-Aquitaine). De plaats maakt deel uit van het arrondissement Nérac. Barbaste telde op 1 januari 2022 1.498 inwoners.

## Geografie
De oppervlakte van Barbaste bedroeg op 1 januari 2022 38,7 vierkante kilometer; de bevolkingsdichtheid was toen 38,7 inwoners per km².

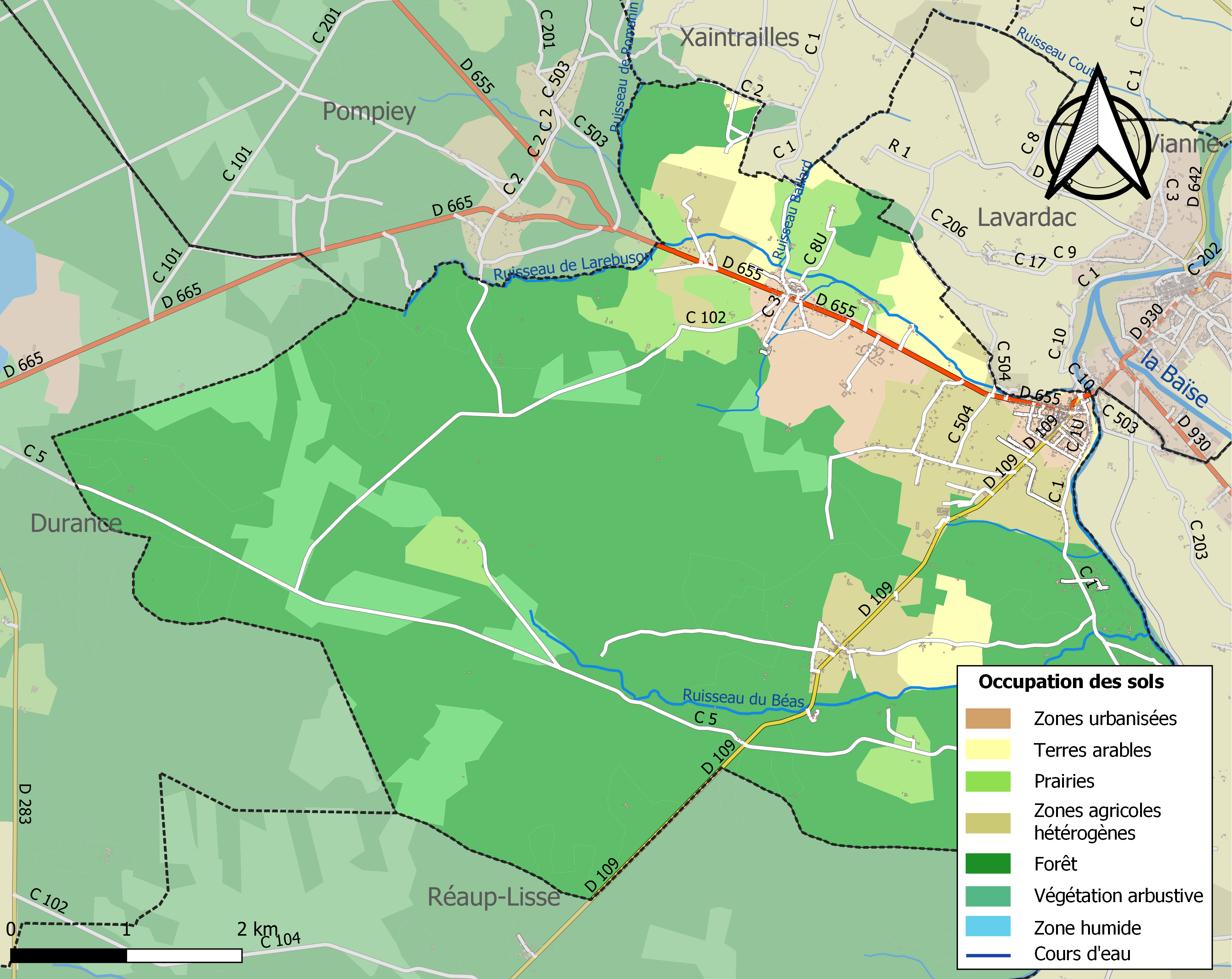
Kaart van de gemeente met de belangrijkste infrastructuur, bodemgebruik en omliggende gemeenten

## Demografie
Onderstaande figuur toont het verloop van het inwonertal (bron: INSEE-tellingen).